# Obsah státních map velkého měřítka

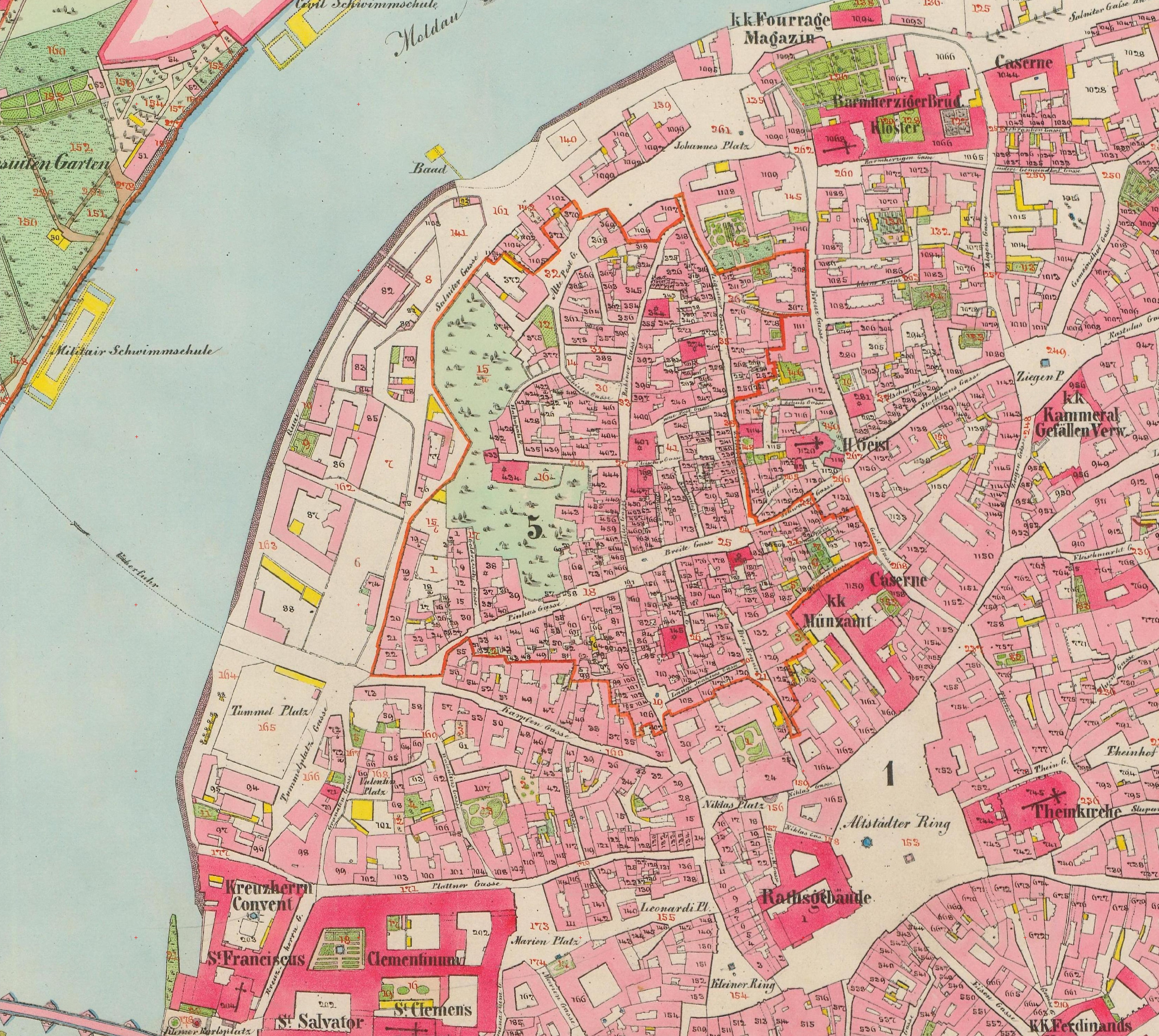
Císařský povinný otisk mapy stabilního katastru zachycující společně tehdejší pražská katastrální území, zde mimo jiné celý Josefov.

Obsah státních map velkého měřítka byl v průběhu času určen různými normami a proto se postupně vyvíjel.
Státní norma ČSN 73 0401 (Názvosloví v geodézii a kartografii), účinná od roku 1990, definuje státní mapové dílo (SMD) jako „mapové dílo vyhotovené ve státním zájmu“, a dále uvádí, že „jeho vytváření, vydávání, udržování či obnovování a dokumentace je v působnosti státního orgánu“. Samotné mapové dílo je pak vymezeno v normě ČSN 73 0402 (Názvosloví mapování) jako „souhrn mapových listů, které pokrývají souvisle území, jehož zobrazení v daném měřítku není možné na jedné mapě“.

## Obsah státních mapových děl velkého měřítka
Obsah státních mapových děl velkého měřítka, vyjádřený pomocí mapových značek, lze rozdělit do následujících kategorií:
- Body bodových polí a ostatní body, konstrukční a pomocné prvky
- Hranice
- Druhy pozemků a způsob užívaní
- Stavební objekty
  - Stavební objekty spojené s vírou
  - Stavební objekty obytné, hospodářské a ostatní
  - Příslušenství stavebních objektů
- Dopravní síť a dopravní zařízení
  - Silnice, cesty a jejich příslušenství
  - Železnice a jejich příslušenství
  - Mosty a jejich příslušenství
  - Ostatní dopravní zařízení a příslušenství
- Potrubní a elektrická vedení, jejich zařízení a objekty
- Hornická a těžební zařízení, stavební sondáž
- Vodohospodářství
  - Vodstvo, vodní plochy
  - Vodohospodářské stavby a jejich zařízení
- Výškopis
- Popis

### Mapa stabilního katastru

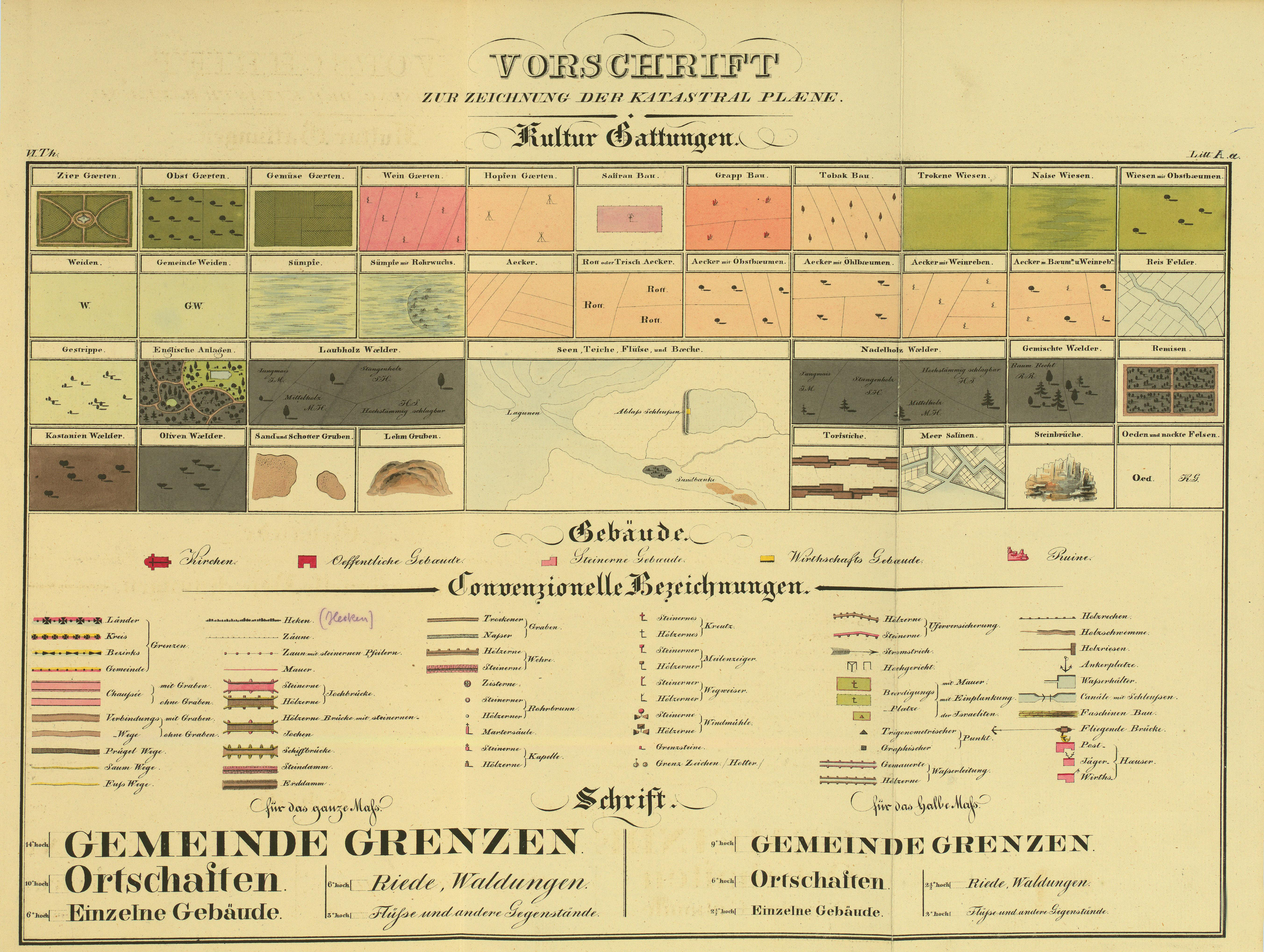
Značkový klíč map stabilního katastru (originální, v němčině)

Mapy stabilního katastru obsahují polohopis a popis, ale neobsahují výškopis. Na výškopis byl kladen důraz v soudobých topografických mapách druhého vojenského mapování, které na území Čech a Moravy vznikaly modifikovanou technologií topografického mapování, kdy polohopis byl z velké části odvozen ze zmenšeniny map stabilního katastru do měřítka 1:28 800.
Polohopis byl kreslen černou barvou a jsou zde zobrazeny objekty z kategorií: „Body bodových polí a ostatní body, konstrukční a pomocné prvky“, „Hranice“, „Druhy pozemků a způsob užívání“, „Stavební objekty spojené s vírou“, „Stavební objekty obytné, hospodářské a ostatní“, „Silnice, cesty a jejich příslušenství“, „Železnice a jejich příslušenství“, „Mosty a jejich příslušenství“, „Hornická a těžební zařízení, stavební sondáž“, „Vodstvo, vodní plochy“ a „Vodohospodářské stavby a jejich zařízení“. Popis byl do map psán ručně a německy.
Plošné mapové značky jsou ručně kolorované. Okrovou barvou byly kresleny role i role s dalším využitím, např. chmelnice nebo vinice. Tmavě šedou barvou byly kresleny lesy a remízky. Sytě zelená barva se používala pro zahrady a parky, zelená barva pro louky všech druhů a světle zelená pro pastviny. Červenou karmínovou barvou se značily zděné, kamenné stavby a silnice, tmavě červenou barvou významné stavby (např. kostely, synagogy, apod.). Dále se značily: žlutou barvou tzv. spalné budovy (nezděné); modrou barvou vodní toky, vodní plochy a výplně studen; hnědou barvou cesty, stezky a pěšiny a bílou barvou dvory u staveb nebo veřejná prostranství jako náměstí apod.

### Mapa reambulovaného stabilního katastru

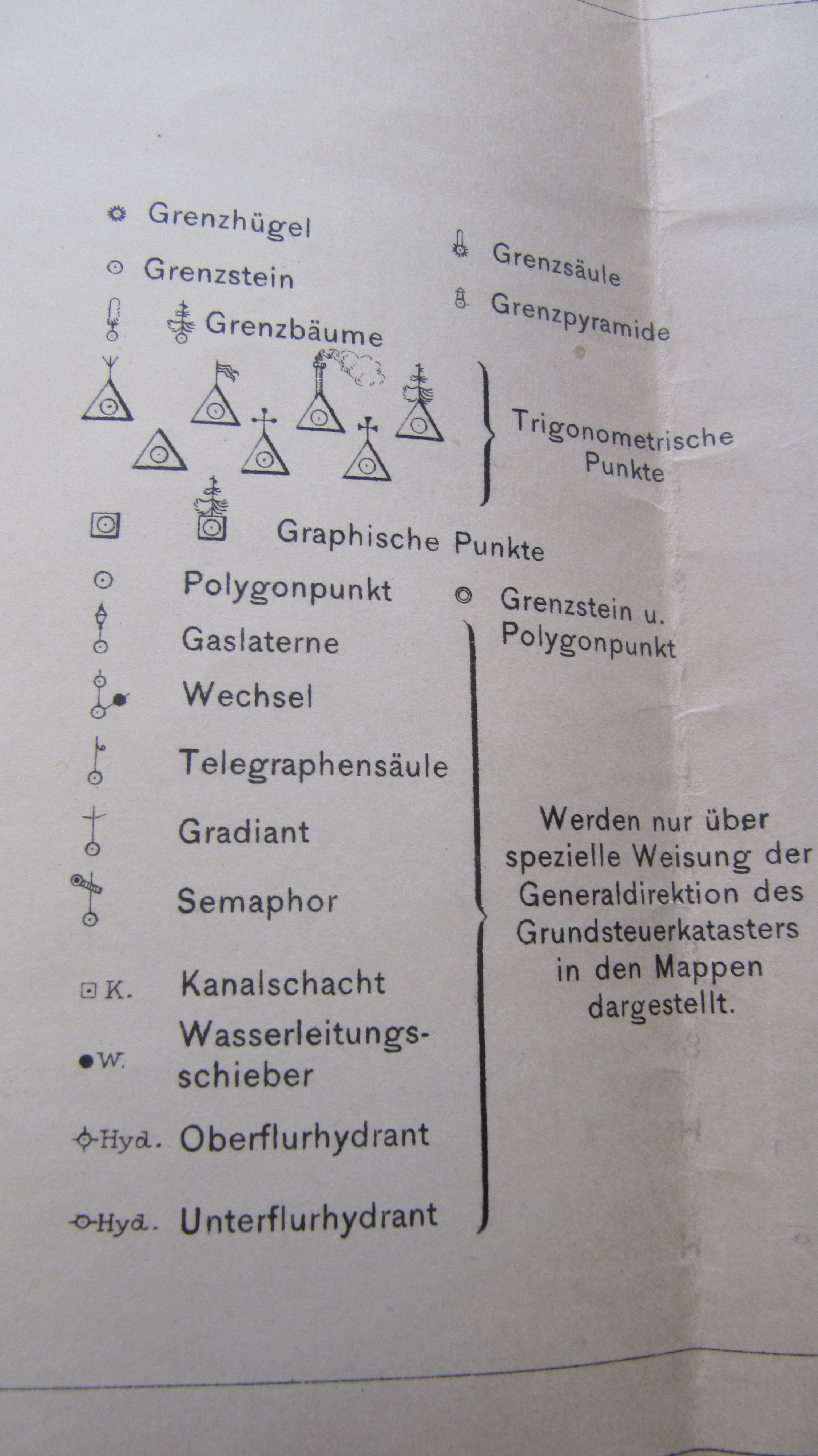
Nově vzniklé značky pro vyjádření infrastruktury v mapách reambulovaného katastru: plynová lampa (gaslaterne), telegrafní sloup (telegraphensäule), vodovodní šoupě (wasserleitunggsschieber), hydrant (Ober-/Unter-flurhydrant) ad.

Mapy vytvořené podle nařízení z roku 1912, stejně jako starší mapy stabilního katastru, obsahují jen polohopis a popis, bez výškopisu. Co se týká polohopisu, jsou zde zobrazeny objekty obdobných kategorií, jako v případě map stabilního katastru, avšak obsah map se hlavně v kategorii „Druhy pozemků a způsob užívání“ značně zredukoval, čímž poklesl i počet mapových značek vyjadřujících druhy pozemků, a to na méně než polovinu. Naopak vznikly nové mapové značky v kategorii „Potrubní a elektrická vedení, jejich zařízení a objekty“. Polohopis a popis je na mapách znázorněn pouze černou barvou. Popis map je stále v němčině.

### Mapa pozemkového katastru
Pozemkový katastr vznikl na konci roku 1927 a do jeho operátu byly beze změn převzaty veškeré mapy katastru stabilního, včetně původních souřadnicových systémů. Až po vydání tzv. Instrukce A, začaly novým mapováním vznikat mapy odlišného charakteru, v tehdy nově vytvořeném systému S-JTSK. Mapy pozemkového katastru, vyhotovené podle Instrukce A, obsahují polohopis, popis a také výškopis. Oproti mapám stabilního katastru přibylo mapových značek polohopisu, především v kategoriích „Body bodových polí a ostatní body, konstrukční a pomocné prvky“, „Hranice“ a „Potrubní a elektrická vedení, jejich zařízení a objekty“. Ve značkovém klíči jsou uvedeny mapové značky i pro polní náčrty v měřítcích 1:1 000 a 1:2 000. Popis map je již v češtině.
V mapách byly použity jen dvě barvy – černá pro polohopis a popis a hnědá pro výškopis. V polních náčrtech však byly některé prvky již barevně odlišeny: Rumělkovou tuší body polohového bodového pole, strany polygonového pořadu a měřické přímky; zelenou tuší obvody hlavních tratí a slučky; oranžovou tuší obvody podružných tratí; tmavě červenou karmínovou veřejné budovy; světle červenou karmínovou zděné a betonové budovy, zdi, kamenné a betonové jezy apod.
V příloze k Instrukci A z roku 1931 jsou u výškopisu zmíněny pouze výškové body, ale v příloze z roku 1939 jsou již mapové značky pro vrstevnice, nadmořské výšky a technické a topografické šrafování.

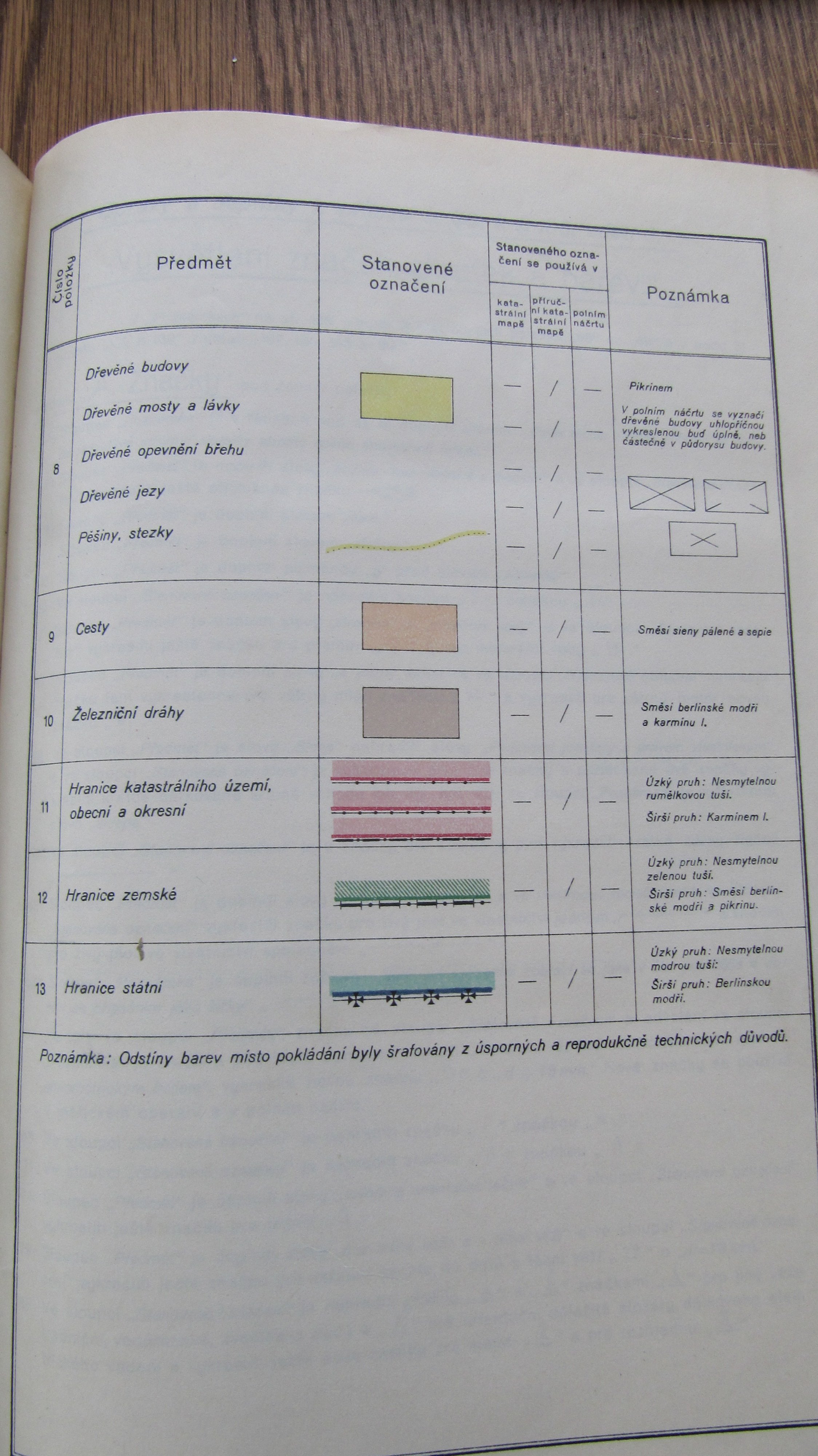
Část značkového klíče z Příloh k Instrukci A z roku 1931, předepisující kolorování mapových značek.
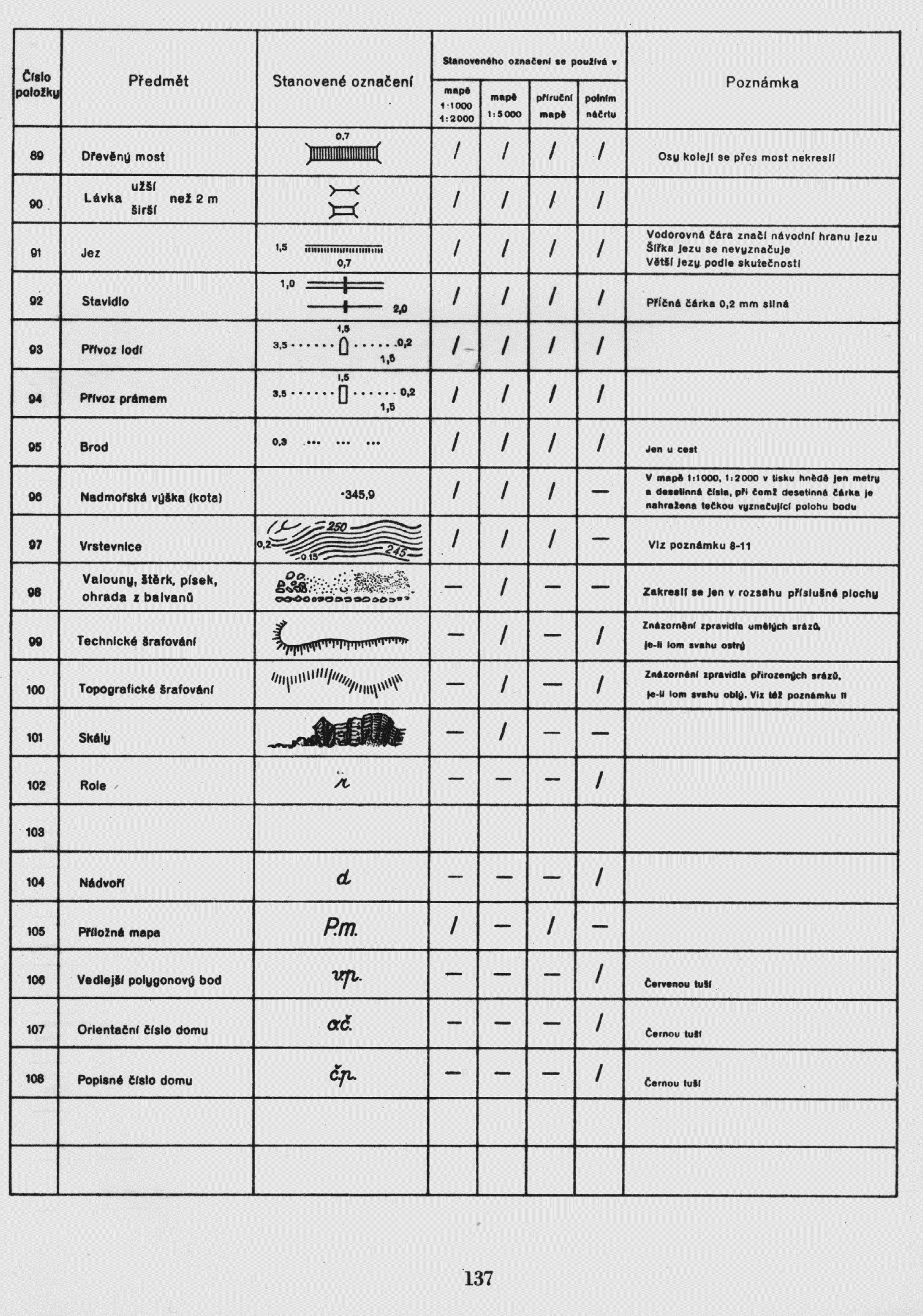
Výňatek ze Seznamu značek a vzorů písma k Instrukci A z roku 1939. Zde se poprvé objevují značky pro vrstevnice (č. 97) a šrafy (č. 99 a 100).

### Státní mapa 1:5 000 odvozená
Státní mapa 1:5 000 – odvozená (SMO-5) začala vznikat v roce 1950, jakožto dočasná náhrada za dosud neexistující jednotné mapové dílo velkého měřítka v souvislém zobrazení, které by pokrývalo plochu tehdejšího Československa. Státní mapa 1:5 000 – hospodářská, která vznikala od roku 1946 novým mapováním, totiž nemohla být zpracována zdaleka tak rychle, jak státní správa požadovala. Proto bylo přistoupeno k vytvoření potřebných map odvozením z již existujících podkladů, tedy především z platných katastrálních map a z topografických map v měřítku 1:25 000.
Takto vytvořená SMO-5 obsahuje polohopis, popis a výškopis. Polohopis a popis byl v mapách zobrazován odstínem černé barvy a výškopis světle hnědou barvou. Obsah Státní mapy 1:5 000 – odvozené byl odvozen z nejvhodnějších existujících podkladů, u výškopisu v případě nezbytnosti i z topografických sekcí třetího vojenského mapování. V průběhu času byl polohopis i výškopis upravován a doplňován na základě aktuálních dat z nových etap mapování.
Obsah státní mapy 1:5 000 – odvozené se řídil návodem z roku 1950 a seznamem značek z roku 1951. Později byl obsah upraven instrukcí z roku 1983. SMO-5 byla po započetí digitalizace katastrálního operátu postupně převáděna do digitální podoby (tzv. DSMO-5), nejprve rastrové, později i vektorové. Mapa se udržuje do současnosti aktuální pod zkratkou SM5 a je odvozena z existujících digitálních katastrálních map, ZABAGED (výškopis), Geonames (popis) a databáze bodových polí. Současná podoba SM5 obsahuje 65 mapových značek, z toho 51 pro polohopis a 14 pro výškopis.

### Mapa technickohospodářského mapování
Mapy technickohospodářského mapování (THM) obsahují polohopis, popis a výškopis. Jak z názvu vyplývá, obsah map byl v tomto období soustředěn na technickou a hospodářskou infrastrukturu, proto také došlo oproti předchozím státním mapám k velkému rozvoji značek technického zaměření, hlavně v kategorii „Potrubní a elektrická vedení, jejich zařízení a objekty“ a v kategorii „Dopravní síť a dopravní zařízení“. Mapy měly dvě základní barvy – polohopis i podrobný popis v mapách je zobrazen černou barvou, výškopis hnědou barvou.

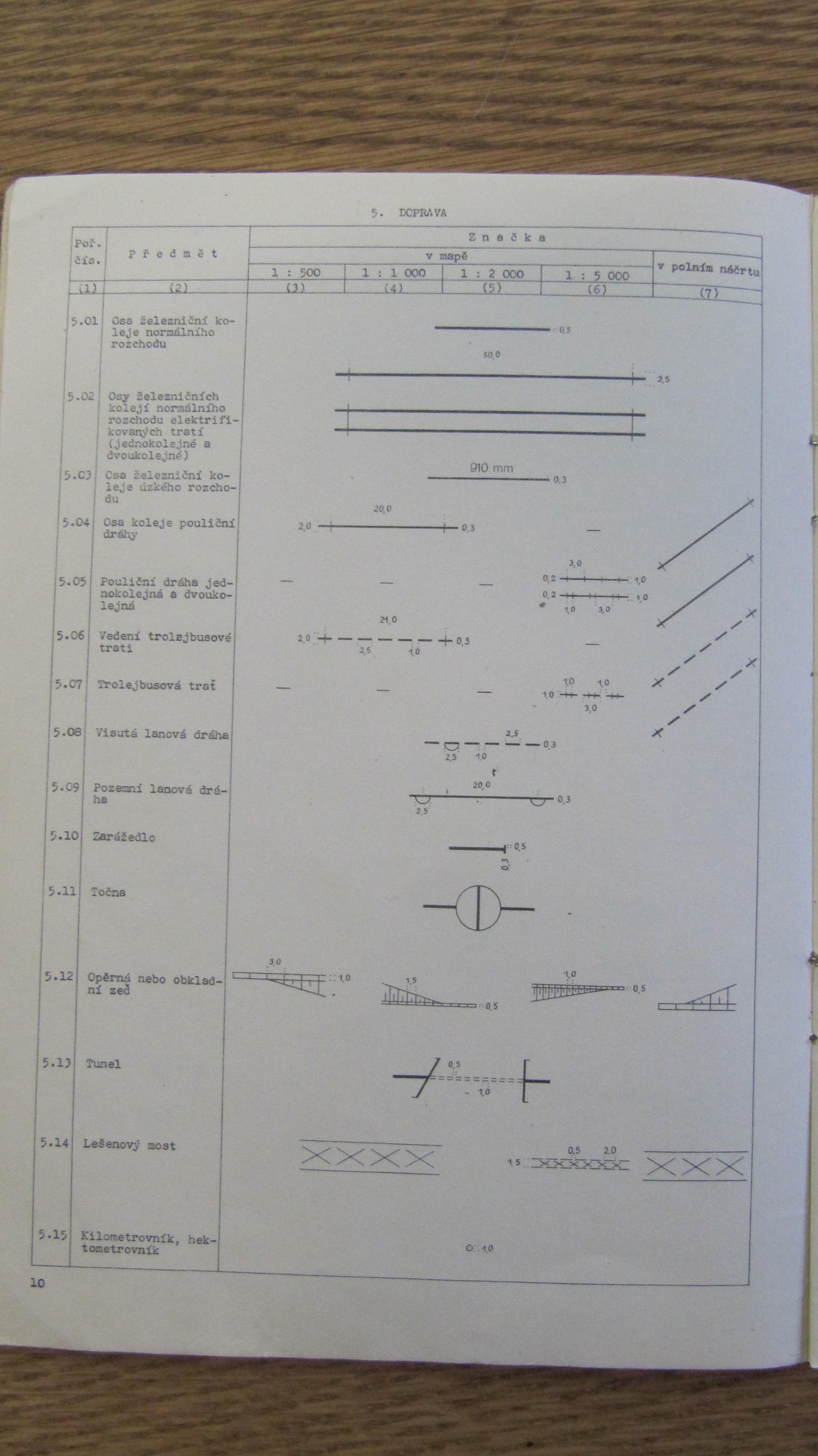
Ukázka z dokumentu Smluvené značky technickohospodářských map. Pouze v mapách THM bylo evidováno trolejbusové vedení a trolejbusová trať (Norma ČSN 73 0120 tyto značky dále rozšiřuje).
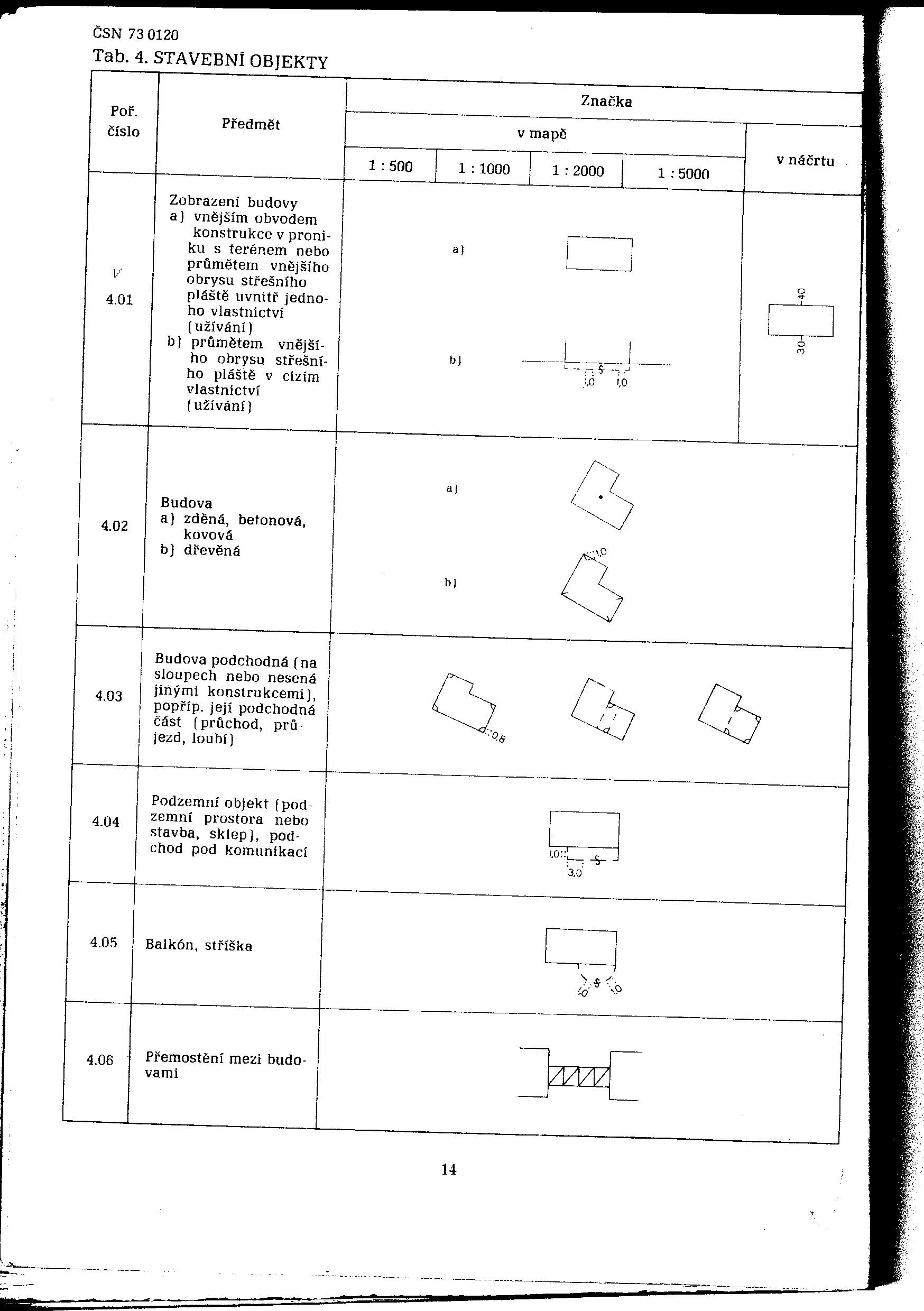
Část normy ČSN 73 0120. Vzhledem k fotogrammetrickému způsobu vyhotovování map THM se v mapovém klíči objevila značka pro budovu určenou průmětem střešního pláště.

### Základní mapa velkého měřítka

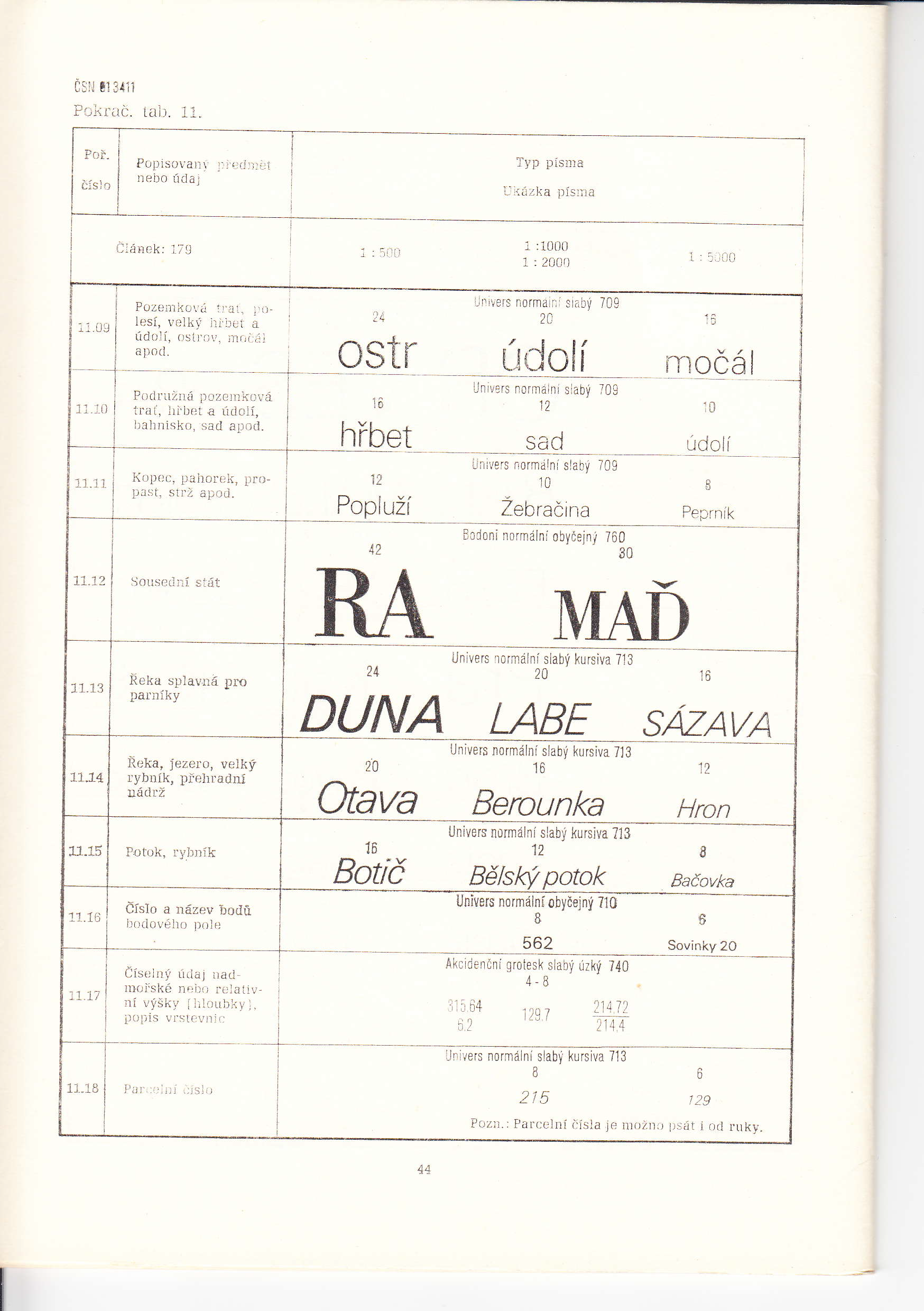
Vzory písma pro různá měřítka základních map v ČSN 01 3411.

Základní mapy velkého měřítka (ZMVM) obsahují polohopis, popis a v některých případech i výškopis. U ZMVM již dochází k poklesu počtu mapových značek, oproti mapám THM je obsah výrazně zredukován. Výjimku tvoří kategorie „Hranice“ a „Popis“, kde nedošlo k žádnému úbytku mapových značek. Polohopis a popis je zobrazen černou barvou. V kategorii „Výškopis“ zůstaly pouze základní mapové značky, které jsou zobrazeny hnědou barvou. U ZMVM se většinou výškopis nezobrazoval, jen ve zvláštním případě se Základní mapa v měřítku 1:5 000 doplnila výškopisem. Pokud byl vyhotoven výškopis, který svou přesností odpovídal technické normě, využil se pro doplnění Základní mapy v měřítku 1:5 000, pokud tato mapa neměla plnit funkci měřického operátu evidence.
Na podkladě základních map velkého měřítka vznikají „účelové mapy velkého měřítka“. Ty se dle normy ČSN 01 3410 (Mapy velkých měřítek - Základní a účelové mapy) dělí na:
- základní účelové mapy (též účelové mapy základního významu),
- mapy podzemních prostor (s výjimkou důlních map) a
- ostatní účelové mapy.

Základní účelové mapy jsou jmenovitě
- technická mapa města,
- základní mapa letiště,
- základní mapa dálnice,
- jednotná železniční mapa stanic a tratí a
- základní mapa závodu.

Obsah účelových map je doplněn o prvky odpovídající jejich účelu. Podle ČSN 01 3411 (Mapy velkých měřítek. Kreslení a značky) může být provedení kresby polohopisu účelových map i vícebarevné.

### Mapa katastru nemovitostí
Současné digitální mapy katastru nemovitostí obsahují polohopis a popis, ale neobsahují výškopis. Katastrální mapa je tedy mapa polohopisná, zaměřená převážně na druhy hranic, protože má v kategorii „Hranice“ mnohem více mapových značek oproti ostatním kategoriím. Obsah katastrální mapy je ze všech období a map velkých měřítek nejchudší. Díky některým novelám katastrální vyhlášky se obsah neustále zužoval. Mapa je pouze černobílá, černou barvou je zobrazen jak polohopis, tak i popis.